# Pneumàtic

Estructura d'un pneumàtic sense cambra: 1- cinturó d'acer en direcció longitudinal; 2- estructura radial; 3- filferro; 4. llanta; 5- banda de rodament; 6- paret lateral; 7- taló (cella).

Un pneumàtic (també anomenat neumàtic) és una peça en forma de torus feta de cautxú natural o artificial col·locada en les rodes de vehicles o màquines la funció de la qual és permetre un contacte adequat amb la superfície gràcies a la fricció. La paraula prové del grec πνευματικός, adjectiu derivat de πνευμα ‘buf, vent, alè, vida, ànima, espèrit’.
Els pneumàtics antigament es componien de dues parts: la cambra d'aire a l'interior i la coberta que embolcallava l'anterior. Avui, la majoria de pneumàtics ja no tenen cambra, únicament amb coberta. Els pneumàtics poden ser de diversos tipus i dimensions, i abasten tota mena de vehicles des dels de gruix mínim de les bicicletes fins als més voluminosos de la maquinària especial. Generalment estan formats per diverses capes de materials i poden estar reforçats amb fils: en aquest cas, i segons l'orientació dels fils, es classifiquen en esbiaixats i radials. Els radials són l'estàndard dels automòbils. Alguns fabricants de pneumàtics reconeguts arreu són Bridgestone, Firestone, Dunlop, Goodyear, Michelin o Pirelli.

## Història

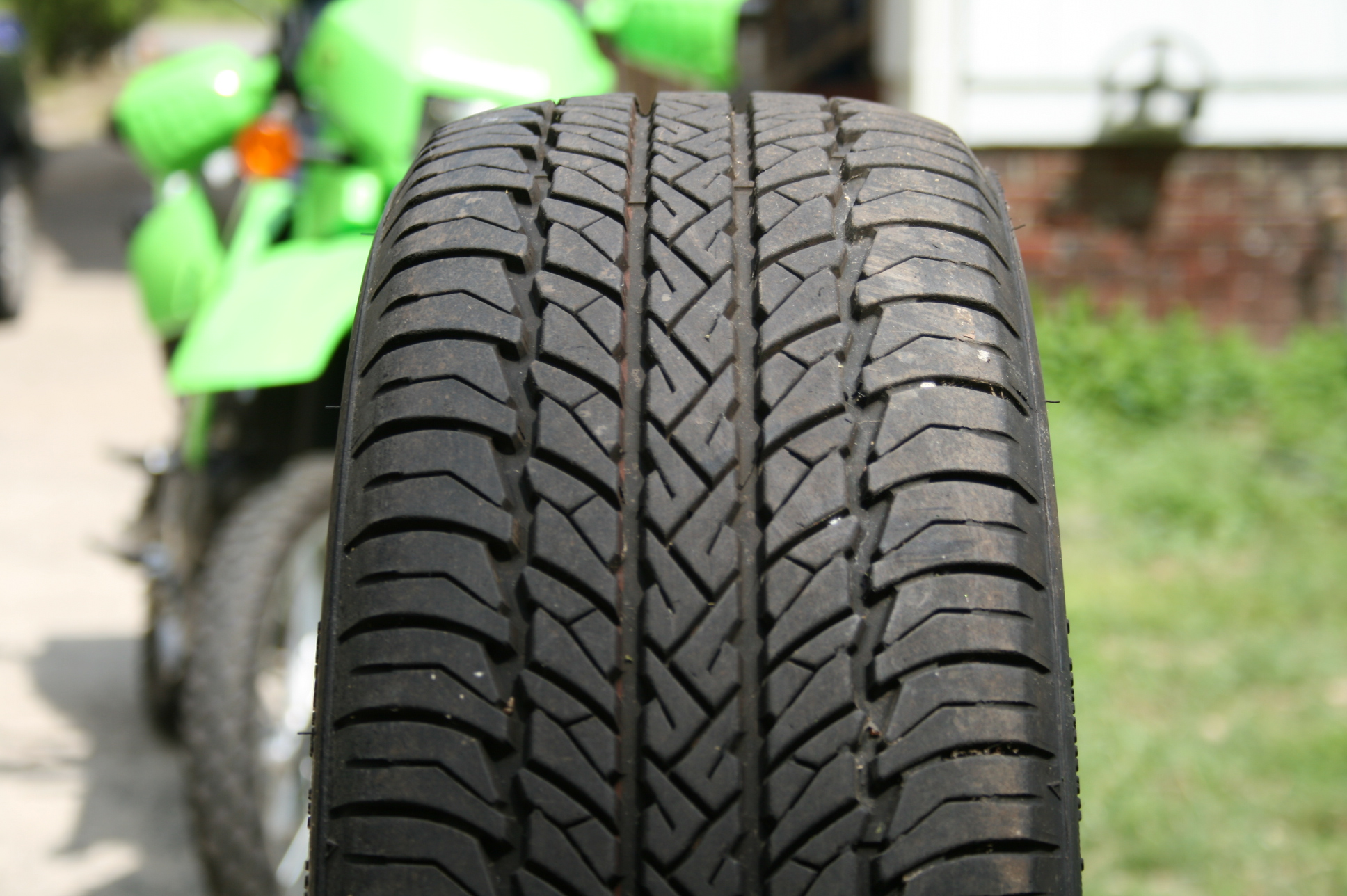
Vista parcial d'un pneumàtic de cotxe

El 1887, el veterinari i inventor escocès John Boyd Dunlop va desenvolupar el primer pneumàtic amb cambra d'aire per al tricicle amb el qual el seu fill de nou anys anava a l'escola pels carrers irregulars de Belfast. Per resoldre el problema del sotragueig del tricicle, Dunlop va inflar uns tubs de goma amb una bomba d'aire per inflar pilotes; després va embolicar els tubs de goma amb una lona per protegir-los i els va enganxar sobre les llantes de les rodes del tricicle. Fins llavors, la majoria de les rodes tenien llantes amb goma massissa, però els pneumàtics permetien una marxa notablement més suau. Dunlop va desenvolupar la idea i va patentar el pneumàtic amb cambra el 7 de desembre de 1888. Tanmateix, dos anys després que li concedissin la patent, van informar Dunlop que la patent havia estat invalidada per l'inventor escocès Robert William Thomson, que havia patentat la idea a França el 1846 i als Estats Units el 1847. Dunlop va guanyar una batalla legal contra Robert William Thomson i va revalidar la seva patent. El desenvolupament del pneumàtic amb cambra de Dunlop va arribar en un moment crucial durant l'expansió del transport terrestre, amb la construcció de noves bicicletes i automòbils.

## Tipus

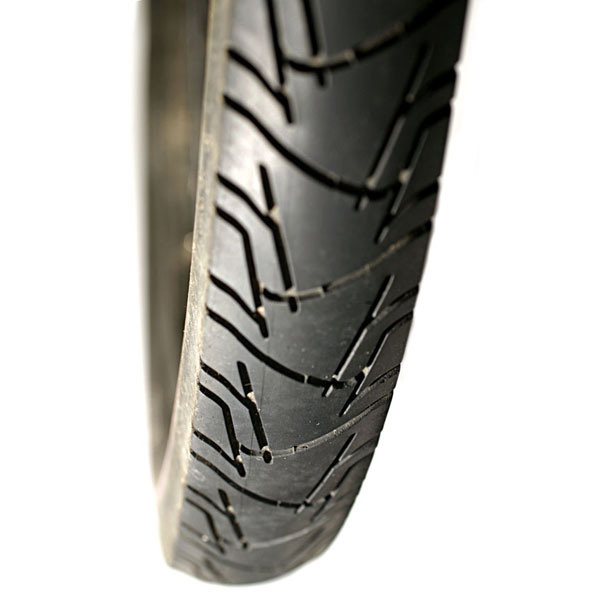
Pneumàtic de bicicleta

Existeixen diferents tipus de pneumàtics, classificats segons la construcció:
- Diagonals: les diferents capes de material es col·loquen de forma diagonal, unes sobre les altres.
- Radials: en aquesta construcció les capes de material es col·loquen unes sobre altres en línia recta, sense biaix. Aquest sistema permet dotar de major estabilitat i resistència a la coberta.
- Autoportant: en aquesta construcció les capes de material es col·loquen unes sobre altres en línia recta, sense biaix, també als flancs. Aquest sistema permet dotar de major resistència a la coberta encara que és menys confortable en ser més rígida. Es fa servir en vehicles esportius i té l'avantatge de poder rodar sense pressió d'aire a una velocitat limitada sense perdre la forma.

Igualment i segons la cambra hi ha dos tipus de pneumàtics:
- Pneumàtics tubetype: fan servir una cambra i una llanta específica. No es poden muntar sense cambra. Es fan servir en alguns 4×4 i vehicles agrícoles.
- Pneumàtics tubeless o sense cambra. Per evitar la pèrdua d'aire tenen una part en l'interior del pneumàtic anomenada taló (o cella) que té com uns cèrcols d'acer a l'interior que eviten que se surti de la llanta. La llanta ha de ser específica per a aquests pneumàtics. S'empra pràcticament en tots els vehicles.

## Dimensions i simbologia

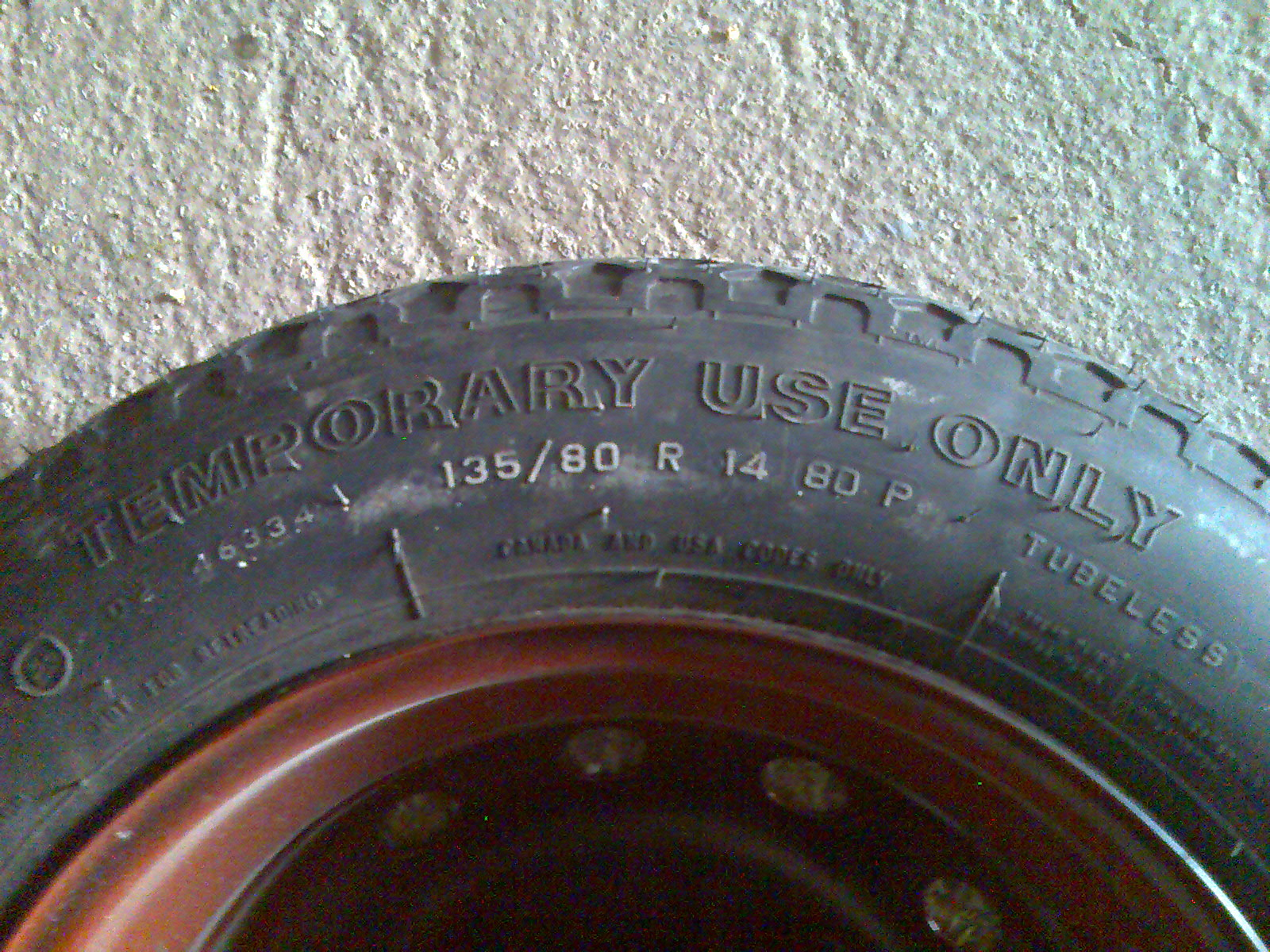
135/80 R 14 80P: 135 mil·límetres d'ample; 80% de perfil; pneumàtic radial; 14 polzades; 450 kg de càrrega màxima; 150 km/h de velocitat màxima.

Les dimensions dels pneumàtics es representen de la següent forma:
225/50R16 91W
On:
- El primer nombre identifica l'ample de secció (de paret a paret) de la coberta, expressat en mil·límetres.
- El segon nombre és el perfil, o altura del costat interior de la coberta, i s'expressa en el percentatge de l'ample de coberta que correspon al flanc o a paret de la coberta. En algunes cobertes es prescindeix d'aquest, considerant llavors que equival a un perfil 80.
- La «R» indica que la construcció de la carcassa del pneumàtic és de tipus radial. Si pel contrari la construcció fos de tipus diagonal s'utilitzaria el símbol «-».
- El tercer nombre és el diàmetre de la circumferència interior del pneumàtic en polzades.
- El quart nombre indica l'índex de càrrega del pneumàtic. Aquest índex es regeix per unes taules en les quals es recullen les equivalències en kg d'aquest. En l'exemple, l'índex «91» equival a 615 kg per coberta.
- Finalment, la lletra indica la velocitat màxima a la qual el pneumàtic podrà circular sense trencar-se o avariar-se. Cada lletra equival a una velocitat; en l'exemple el codi «W» suposa una velocitat de fins a 270 km/h.

En les indicacions en els laterals dels pneumàtics també s'hi pot llegir la data de fabricació. Al costat de la marca DOT, un gravat de quatre xifres indica quan va ser creat: els dos primers nombres indiquen la setmana de l'any, i els dos següents, l'any de fabricació.
| Codi de càrrega | Càrrega màxima (kg) | Càrrega màxima (kg) |
| --------------- | ------------------- | ------------------- |
| 20              | 80                  |                     |
| 30              | 106                 |                     |
| 35              | 121                 |                     |
| 40              | 136                 |                     |
| 45              | 165                 |                     |
| 50              | 190                 |                     |
| 55              | 218                 |                     |
| 60              | 250                 |                     |
| 65              | 290                 |                     |
| 70              | 335                 |                     |
| 75              | 387                 |                     |
| 80              | 450                 |                     |
| 85              | 515                 |                     |
| 90              | 600                 |                     |
| 95              | 690                 |                     |
| 100             | 800                 |                     |
| 105             | 925                 |                     |
| 110             | 1060                |                     |
| 115             | 1215                |                     |
| 120             | 1400                |                     |

| Símbol de rang | Velocitat (km/h) | Velocitat (km/h) |
| -------------- | ---------------- | ---------------- |
| A1             | 5                |                  |
| A2             | 10               |                  |
| A3             | 15               |                  |
| A4             | 20               |                  |
| A5             | 25               |                  |
| A6             | 30               |                  |
| A7             | 35               |                  |
| A8             | 40               |                  |
| B              | 50               |                  |
| C              | 60               |                  |
| D              | 65               |                  |
| E              | 70               |                  |
| F              | 80               |                  |
| G              | 90               |                  |
| J              | 100              |                  |
| K              | 110              |                  |
| L              | 120              |                  |
| M              | 130              |                  |
| N              | 140              |                  |
| P              | 150              |                  |
| Q              | 160              |                  |
| R              | 170              |                  |
| S              | 180              |                  |
| T              | 190              |                  |
| U              | 200              |                  |
| H              | 210              |                  |
| V              | 240              |                  |
| W              | 270              |                  |
| (W)            | Més de 270       |                  |
| Y              | 300              |                  |
| (Y)            | Més de 300       |                  |
| ZR             | Més de 240       |                  |